# Menoitios
Menoitios er Titanen for voldsom vrede og menneskets dødelighed. Zeus skød ham med en tordenkile og sendte ham til Erebos (underverden) pga. hans grove opførsel. Han var søn af Iapetus og Clymene eller Asia. 
Navnet Menoitios stammer fra det oldgræske ord, µενοίτιος (menos), som betyder måske, kraft, ånd, lidenskab og batterage.